# المنعطف الخاطئ
لفة خاطئة أو المنعطف الخاطئ (بالإنجليزية: Wrong Turn)‏ وهو فلم رعب أمريكي انتج سنة 2003 وهو من إخراج روب شميدت ومن تأليف ألان مكإيلوري، وتم تمثيله في هاميلتون في أونتاريو في كندا وهو من بطولة إليزا دوشكو وديسموند هارينغتون وجيرمي سيستو وليندي بووث وكيفين زيغرس.

## وصلات خارجية
- لفة خاطئة على موقع IMDb (الإنجليزية)
- لفة خاطئة على موقع ميتاكريتيك (الإنجليزية)
- لفة خاطئة على موقع روتن توميتوز (الإنجليزية)
- لفة خاطئة على موقع نتفليكس (الإنجليزية)
- لفة خاطئة على موقع قاعدة بيانات الأفلام العربية
- لفة خاطئة على موقع ألو سيني (الفرنسية)
- لفة خاطئة على موقع Turner Classic Movies (الإنجليزية)
- لفة خاطئة على موقع أول موفي (الإنجليزية)
- لفة خاطئة على موقع بوكس أوفيس موجو (الإنجليزية)
- لفة خاطئة على موقع فيلمافينيتي (الإسبانية)